# Phường 10, Quận 4
Phường 10 là một phường cũ thuộc Quận 4, Thành phố Hồ Chí Minh, Việt Nam.
Phường 10 có diện tích 0,11 km², dân số năm 2021 là 10.068 người,  mật độ dân số đạt 91.527 người/km².
Đến ngày 1 tháng 1 năm 2025, phường 10 chính thức bị giải thể và sáp nhập vào phường 8 thuộc Quận 4.